# Kirrwiller-Bosselshausen

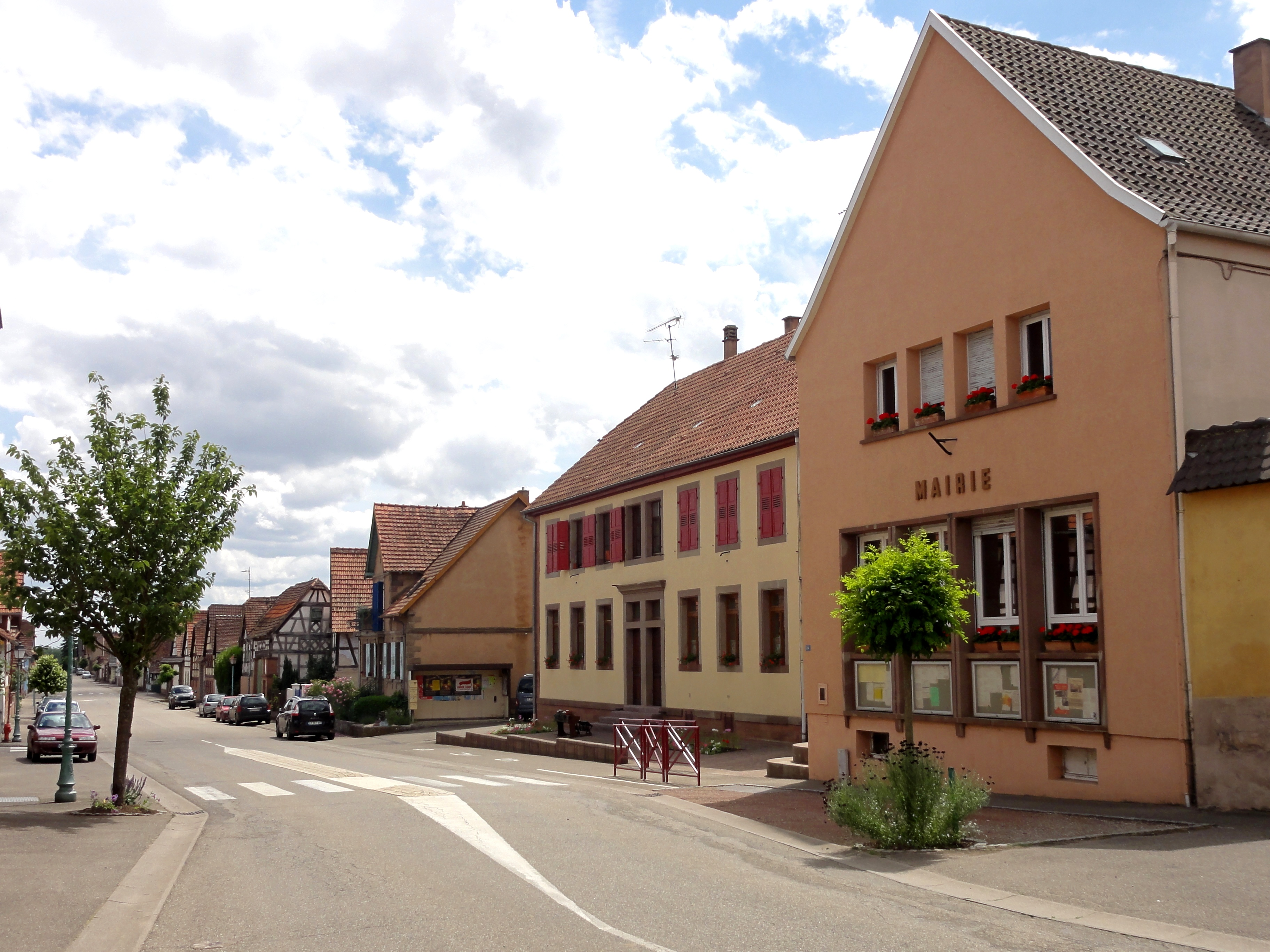
Kirrwiller Rue Principale.

Kirrwiller-Bosselshausen est une ancienne commune du Bas-Rhin issue, le 1er mars 1974, de la fusion-association de Bosselshausen et de Kirrwiller.
Un arrêté du préfet de Région d'Alsace publié le 29 décembre 2006 et publié au journal officiel le 23 janvier 2007, officialise la séparation de Bosselshausen et de Kirrwiller avec effet rétroactif au 1er janvier 2007.